# 15 ق هـ
15 ق هـ هي السنة الخامسة عشرة السابقة للهجرة النبوية، وهي توافق ما بين سنتي 607 و608 حسب التقويم الميلادي، أي أنها بدأت في سنة 607م وانتهت في سنة 608م.

## مواليد
- معاوية بن أبي سفيان صحابي ومُؤسس الدولة الأموية
- غالب بن صعصعة

## وفيات
- ضمرة بن ضمرة